# مغناطيسية أرضية

محاكاة التفاعل بين حقل الأرض المغناطيسي والحقل المغناطيسي البين كواكبي.

المغناطيسية الأرضية أو المجال المغناطيسي الأرضي أو الحقل المغناطيسي الأرضي (بالإنجليزية: Earth's magnetic field) هناك نظريات عديدة منها التي تقول بأن الأرض تحتوي على رواسب كثيرة من خامات الحديد وبعض هذه الرواسب عبارة عن حديد نقي تقريباً.
يُعتقد أنه في أحقاب قديمة تمغنطت جميع هذه الرواسب الحديدية تدريجياً في اتجاه واحد، فكونت مغناطيسا دائما عملاق جداً.
هناك فرضية أخرى تبين أن المغناطيسية الأرضية نُشِئَت إثر تيارات كهربائية شديدة تسري في القلب الخارجي السائلي للأرض حيث تتكون من حديد منصهر شديد التوصيل، ينشأ عنها مجال مغناطيسي يعمل بدوره على توليد تيار كهربائي وتعمل بدورها (المغناطيسية الأرضية) أيضا على تخليق مجال مغناطيسي طبقا لقانون أمبير (أي أن أي تغير يَحْدُثُ في المجال الكهربائي يُحْدِثُ مجالاً مغناطيسياً (قانون فاراداي)، إضافة إلى تأثيرات المجالات الكهربائية والمجالات المغناطيسية (قوة لورنتس) على الشحنات التي تسري في التيارات الكهربائية.
تلك النظرية هي التي يتقبلها كثير من العلماء وفي إمكانها تفسير انقلابات المجال المغناطيسي للأرض عبر عدة عصور قديمة، حيث تبين البحوث الجيولوجية أن القطب الشمالي كان قطبا جنوبيا والقطب الجنوبي كان شماليا، ومن تلك الانقلابات انقلاب حدث قبل نحو 780.000 سنة.

## إحداثيات الأقطاب المغناطيسية
نعطي هنا بعض الإحداثيات التي تقاس سنويا:
| القطب المغناطيسي الشمالي                                                  | (2001) 81.3°شمال 110.8°غرب  | (2004) 82.3° شمال 113.4°غرب | (2005) 82.7°شمال 114.4°غرب |
| القطب المغناطيسي الجنوبي نسخة محفوظة 5 سبتمبر 2004 على موقع واي باك مشين. | (1998) 64.6°جنوب 138.5°شرق. | (2004) 63.5° جنوب 138.0°شرق |                            |

- يلاحظ حدوث تغيرات طفيفة لموقع الأقطاب المغناطيسية الأرضية من عام لعام.

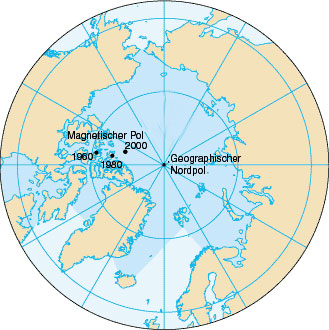
تغير موقع القطب الشمالي خلال عدة سنوات

## نشأة المجال المغناطيسي للأرض
طبقا للنظرية الشائعة ينشأ المجال المغناطيسي للأرض من النواة الداخلية للأرض. ولنشأة المجال مغناطيسي يجب توفر ثلاثة عوامل:
- أن توجد كمية كبيرة سائلة موصلة كهربائيا، وهذا الشرط متوفر في الأرض حيث توجد طبقة حديدية سائلة تعلو نواة الأرض. ومن حركة تلك الطبقة التي تكون بمثابة حامل للشحنة الكهربائية ينشأ المجال المغناطيسي.
- توفر مصدر للطاقة تعمل على تحريك الطبقة الموصلة السائلة. وتنشأ تلك الحركة من حرارة قلب الأرض التي تقدر بنحو 6000 درجة مئوية[2] وهي الباقية منذ نشأة الأرض، وكذلك من الحرارة الناشئة من النشاط الإشعاعي لليورانيوم والثوريوم، كما تتولد حرارة من عملية التبلور التي تصاحب تصلب الغلاف الخارجي لنواة الأرض.
- دوران الكوكب. ويحدث عنها دوامات باطنية مثلها مثل الدوامات التي تحدث في الغلاف الجوي للأرض تحت تأثير قوة كوريوليس. وبتأثير تلك الحركة الدوامية في باطن الأرض وما يصحبها من مجال مغناطيسي تتأثر أيضا شدة المجال المغناطيسي على سطح الأرض.

## حماية الأرض

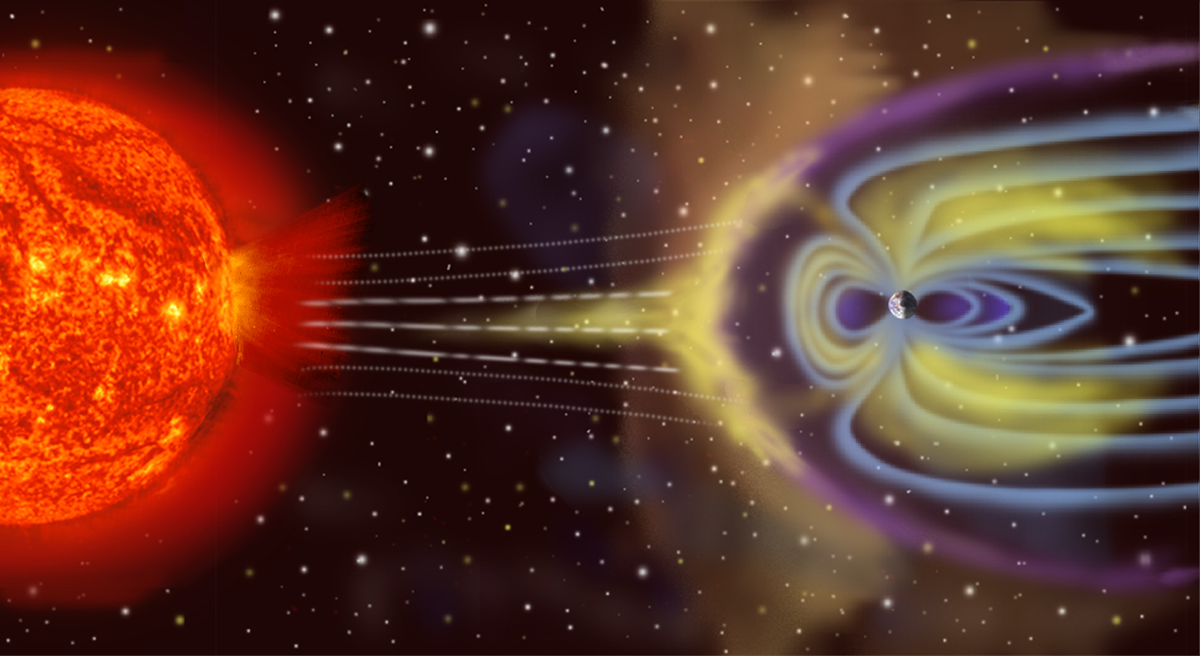
انزياح الجسيمات المشحونة الآتية مع الريح الشمسي بعيدا عن الأرض تحت التأثير الواقي لمجالها المغناطيسي.

يعمل وجود مجال مغناطيسي للأرض على حماية الأرض وعلى الأخص حماية الكائنات الحية التي تعيش عليها من الرياح الشمسية التي تأتي إلى الأرض دوما محملة بالجسيمات المشحونة الضارة. وعند اقتراب تلك الجسيمات إلى الأرض يزيحها المجال المغناطيسي إلى أجواء الفضاء بعيدا عن الأرض.

## الأضواء القطبية (الشفق القطبي)

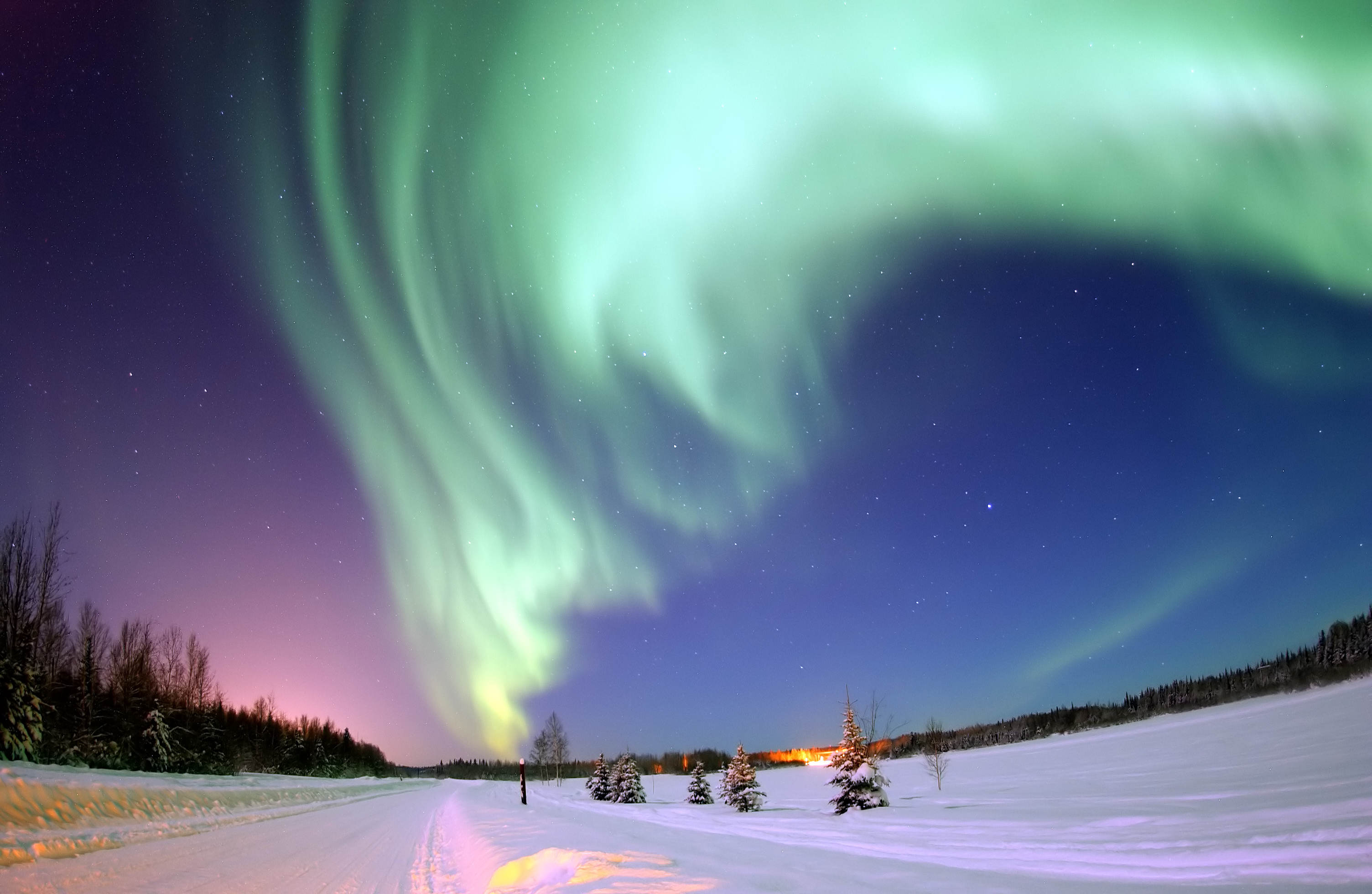
الأضواء القطبية فوق ألاسكا بفعل المجال المغناطيسي للأرض.

تظهر الأضواء القطبية في سماء القطب الشمالي والقطب الجنوبي للأرض كضوء طبيعي متموج خلاب بألوان متغيرة. سبب تلك الأضواء هو اصطدام جسيمات مشحونة عالية السرعة آتية من الشمس بذرات الهواء في طبقات الجو العليا. تأتي تلك الجسيمات المشحونة من رياح شمسية حيث يوجهها المجال المغناطيسي للأرض ويبعدها عن دخول جو الأرض، وفي نفس الوقت يوجه بعض منها فيهبط على القطبين بعيدا عن الأماكن المسكونة على الأرض. بهذا يحمي المجال المغناطيسي للأرض الكائنات الحية من تلك الجسيمات الخارقة الضارة للحياة. وتظهر الأضواء القطبية، وهي تسمى «أورورا» aurora في منطقة تسمى «منطقة 1 للأورورا»  وهي تمتد عبر حيز يبعد نحو 10° إلى 20° عن القطب المغناطيسي للأرض. وأثناء دورات النشاط الشمسي حيث تحدث عواصف مغناطيسية شديدة تؤثر على الأرض فقد يمتد ظهور الأضواء القطبية إلى مناطق جنوبا من القطب الشمالي وبالتالي مناطق شمالية بالنسبة للقطب الجنوبي.

## الغلاف المغناطيسي الأرضي
الغلاف المغناطيسي الأرضي (بالإنجليزية: Earth's magnetic field) الغلاف المغناطيسي هو المنطقة المحيطة بالكوكب والتي تتعرض فيها الجسيمات المشحونة المتحركة في الفضاء لتأثير الحقل المغناطيسي للكوكب بحيث تنحرف عن مسارها وقد يتمتع هذا الحقل المغناطيسي بشدة وشكل كافيين لإبعاد الجسيمات المشحونة السريعة عن المناطق الداخلية للكوكب مما يقلل من تأثيرها. والمجال المغناطيسي للأرض محاط بمنطقة الغلاف المغناطيسي.

## كيف يتولد الغلاف المغناطيسي الأرضي

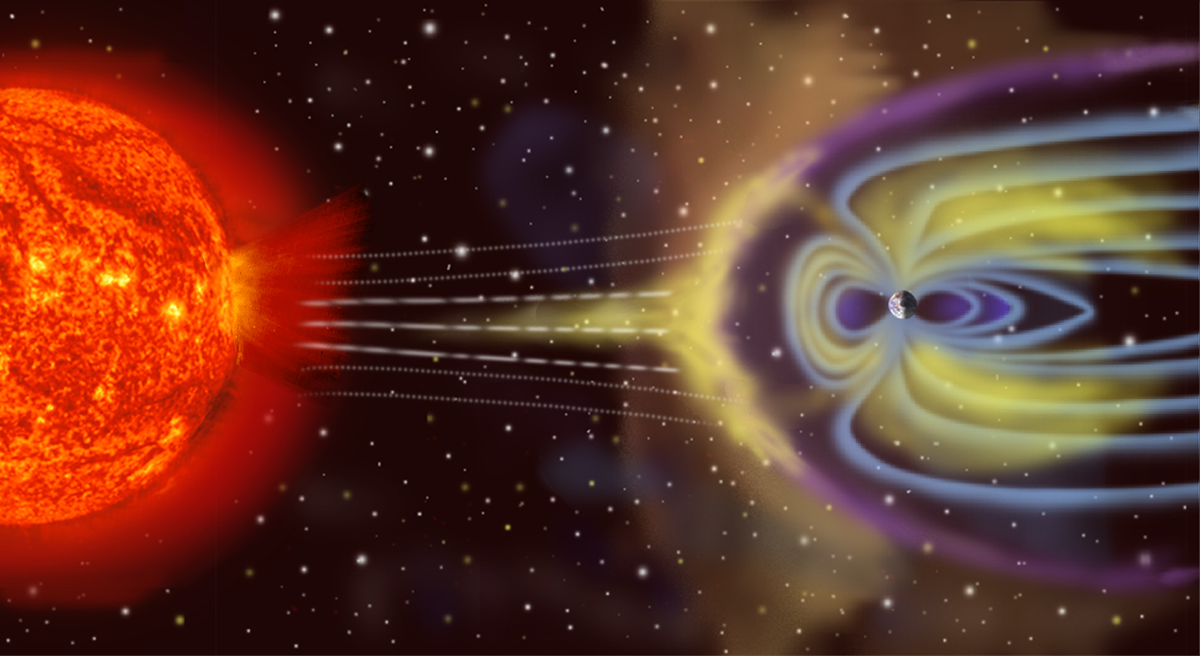
رسم يُظهر عملية تفاعل الغلاف المغناطيسي الأرضي مع الرياح الشمسية وصده لها.

ينشأ الغلاف المغناطيسي الأرضي عن الحقل المغناطيسي الأرضي والذي يتولد نتيجة لعدة عوامل أهمها
1. الشحنات والشوارد الموجودة داخل الكوكب.
2. التيارات المستمرة لهذه الشحنات في باطن الكوكب نتيجة لدوران الكوكب والطاقة الداخلية الحرارية فيه.

فمثلا نعلم أن قطعة من الحديد يمكن تحويلها إلى مغناطيس بلفها بالأسلاك وتمرير تيار كهربائي عبر تلك الأسلاك. كذلك يتولد الحقل المغناطيسي عن حركة المعادن المصهورة في باطن الأرض وبخاصة الحديد المصهور في القسم الخارجي من نواة الأرض. وتنشأ الطاقة اللازمة لاستمرار هذه الحركة.

## شكل الغلاف المغناطيسي

حزام فان آلن الإشعاعي.

يبدو شكل الغلاف المغناطيسي غير متناسق حول الأرض، إذ يكون مضغوطاً من الجهة المقابلة للشمس بسبب انصدامه بالرياح الشمسية القادمة من الشمس، مشكلاً ما يعرف بقوس أو جبهة الاصطدام عند ارتفاع يناهز 90 ألف كيلومتراً، بينما يكون ممتداً نحو الجهة الأخرى للأرض مشكلاً ذيلاً طويلاً في الفضاء، يعرف بذيل الغلاف المغناطيسي (tail Magnetosphere) الذي يمتد تأثيره حتى مسافة 6 ملايين و 300 ألف كيلومتراً بعيداً عن الأرض. ويتشكل الذيل بواسطة الرياح الشمسية التي تلتف حول الغلاف المغناطيسي فتسحبه معها عبر الفضاء. إن الغلاف المغناطيسي مؤلف من طبقتين على الأقل من الجسيمات المشحونة المحتجزة في مكانها حول حقل الأرض بفعل الحقل المغناطيسي، ويعرف بحزام فان آلن الإشعاعي الثابت في موقعهِ بسبب قوة الحقل المغناطيسي الأرضي، وسمي بذلك نسبة للعالم فان آلن، من جامعة إيوا الأمريكية وهو رئيس فريق العلماء الذي اكتشفه، ويمنع هذا الغلاف أغلب الجزيئات الآتية من الشمس في شكل رياح شمسية من أن تضرب الأرض، ومع ذلك فإن بعض جزيئات الرياح الشمسية تتمكن من الدخول للغلاف المغناطيسي، وتلك الجزيئات التي تدخل الغلاف المغناطيسي وتتجه نحو الأرض هي ما تكون ظاهرة الشفق القطبي.
وللشمس وبقية الكواكب الأخرى غلافهم المغناطيسي الخاص، لكن كوكب الأرض يمتلك أقوى مجال مغناطيسي أكبر من كل الكواكب الصخرية الأخرى.